# Brainticket
Brainticket — экспериментальная группа краут-рока, основанная в 1968 году в Швейцарии, в состав которой на разных этапах входили музыканты бельгийского, швейцарского, немецкого и итальянского происхождения.
Стиль группы характеризуется заметным влиянием джаза и использованием экзотических инструментов.

## История группы

### 1967—1975 годы
Группу Brainticket основал в Швейцарии проживавший там бельгиец Йоэл Вандрогенбрук. Йоэл получил классическое музыкальное образование, затем увлекся джазом а в 1967 году нашел для себя новый источник вдохновения в немецком краут-роке таких артистов, как Amon Duul II, Can и Tangerine Dream. Под влиянием этих групп Йоэл и гитарист Рон Брайер вместе с барабанщиком Вольфгангом Паапом сформировали трио, которое позднее станет Brainticket.
Дебютный альбом группы 1971 года Cottonwoodhill мгновенно вызвал острую дискуссию по причине связи с психоделическими наркотиками. На обложке альбома было написано предупреждение «слушать пластинку только один раз в день. Ваш мозг может быть разрушен». Это привело к тому, что альбом был запрещен в нескольких странах, включая США. Это только укрепило репутацию Brainticket как группы крайних экспериментаторов андерграундной и авангардной музыки.
В состав группы на тот момент входили Йоэл Вандрогенбрук (орган, флейта), Рон Брайер (гитара), Верни Фрёлих (бас), Коисмо Лампис (барабаны), Вольфганг Паап (табла), Дон Мьюр (вокал) и Хельмут Кольбе (генераторы и звуковые эффекты).
После смерти Браера Джоел перебрался в Италию, где вместе с американкой Кэрол Мьюриэл и швейцарскими музыкантами — гитаристом Рольфом Хагом и басистом Мартином Захером — в 1972 году записал второй альбом группы Psychonaut. Альбом более доступный и ориентированный на песенный формат, чем его предшественник, при этом сохранивший уникальное прогрессивное звучание. Намного более приятный для прослушивания вариант раннего немецкого рока этнического типа.
Следующий альбом, Celestial Ocean, был основан на древнеегипетской Книге мертвых и рассказывал о послежизненном путешествии египетских царей во времени и пространстве, от пустыни к пирамидам. Выпущенный в 1973 году, альбом вызвал самые высокие оценки критики и широко признан как наивысшее достижение в творчестве группы. В основу музыки альбома положен ранний краут-рок с большой дозой космических звуков аналоговых синтезаторов.

### 1980-е годы
В конце 1970-х и начале 1980-х годов Вандрогенбрук писал музыку в стиле эмбиент для телевизионных документальных фильмов.
В 1980 и 1982 годах Brainticket выпустила еще два альбома — Adventure и Voyage соответственно. Adventure — это тяжелое космическое путешествие в эпицентр вашего сознания. Voyage продолжает путешествие предыдущего альбома в странный звуковой космос с потрясающими звуками перкуссии.

### С 2000 года по настоящее время
В 2000 году после долгого перерыва Вандрогенбрук возродил Brainticket для записи альбома Alchemic Universe, в котором смешиваются наиболее привлекательные черты космического путешествия в стиле Tangerine Dream.
В 2011 году обновлённый состав Brainticket во главе с Вандрогенбруком вместе с группой Nektar совершил концертный тур, в который вошел первый концерт группы в Нью-Йорке. На 2013 год группа планирует новый концертный тур.

## Дискография

### Студийные альбомы
- 1971 — Cottonwoodhill
- 1972 — Psychonaut
- 1974 — Celestial Ocean
- 1980 — Adventure
- 1982 — Voyage
- 2000 — Alchemic Universe

### Концертный альбом
- 2011 — Live in Rome 1973

### Сборный альбом
- 2011 — The Vintage Anthology 1971—1980